# SEACOM

SEACOM-Logo

SEACOM ist ein Projekt, welches das südliche und östliche Afrika über Lichtwellenleiter (Glasfaserkabel) mit Europa und Südasien verbindet und damit Breitbandanwendungen wie beispielsweise Internet, HDTV und IPTV ermöglicht. Das System besteht aus einer Kombination von Land- und Seekabeln und hat eine Kapazität von 1280 Gbit/s. Am 23. Juli 2009 wurde die Einsatzbereitschaft im Rahmen einer gemeinsamen Veranstaltung in den teilnehmenden Staaten demonstriert.

## Allgemein
SEACOM befindet sich zu 75 % in Besitz afrikanischer Investoren, die übrigen 25 % hält Herakles Telecom. Die projektierten Gesamtkosten betragen 650 Millionen US-Dollar.
Ostafrika war lange Zeit auf teure und langsame Satellitenverbindungen angewiesen, da es keine Kabelanbindung an das Internet gab. Die Kosten für eine Satellitenverbindung betragen 7500 bis 12.000 US-Dollar pro Mbit/s und Monat. Es wird erwartet, dass die Kosten für eine Verbindung über Glasfaser etwa 500 bis 800 US-Dollar pro Mbit/s und Monat betragen werden.
SEACOM ist neben EASSy (Eastern Africa Submarine Cable System) und TEAMS (The East African Marine System) das dritte Projekt mit ähnlicher Zielsetzung.

## Infrastruktur
Innerhalb Afrikas sind Südafrika, Mosambik, Madagaskar, Tansania und Kenia über eine geschützte Ring-Topologie untereinander verbunden. Ein zusätzliches Kabelpaar verbindet Südafrika mit Kenia. Diese beiden Kabelpaare haben eine Gesamtkapazität von 1280 Gbit/s. 
Zwei weitere Kabelpaare mit einer Kapazität von jeweils 640 Gbit/s verbinden Kenia mit einem PoP in Marseille, Frankreich sowie Tansania mit Mumbai, Indien.
Insgesamt wurden 13.700 Kilometer Unterseekabel verlegt. Als Multiplextechnik kommt das SDH-Verfahren zur Anwendung.

## Beschädigung der Infrastruktur im März 2024
Anfang März 2024 wurden im Roten Meer mehrere Seekabel, die für die weltweite Internet- und Telekommunikation von Bedeutung sind, beschädigt. Der Internetdienstanbieter HGC Global Communications (HGC) aus Hongkong meldete, dass ein Viertel des Datenverkehrs zwischen Asien, Europa und dem Nahen Osten beeinträchtigt sei. Auch SEACOM meldete eine Störung. HGC und SEACOM begannen mit der Umleitung des Datenverkehrs. Nach Angaben des deutschen Betreibers von Internet-Knoten DE-CIX wurden die Kabel beschädigt, nachdem ein im Februar 2024 beschossenes Frachtschiff außer Kontrolle umhergetrieben und zum Monatswechsel mit gesetztem Anker gesunken war. Anfang Februar hatte die Exilregierung des Jemen gewarnt, dass die Terrorgruppe der Huthis einen Angriff auf Unterseekabel plane. Die Huthis hatten zwar zuvor zivile Schiffe im Roten Meer angegriffen, bestritten aber, für die Beschädigung verantwortlich zu sein.